# Jeesiöjärvi
Jeesiöjärvi är en sjö i Finland. Den ligger i kommunen Kittilä i landskapet Lappland, i den norra delen av landet, 800 km norr om huvudstaden Helsingfors. Jeesiöjärvi ligger 203,6 meter över havet. Arean är 30,4 hektar och strandlinjen är 3,5 kilometer lång. Sjön  ingår i Kemi älvs huvudavrinningsområde. 